# 船舶耐波性
船舶耐波性（Seakeeping，或者Seaworthiness）是衡量船舶对航行条件适应程度的指标。因為船舶在不同海況下會遇到风浪、失速等现象，所以如果船舶在遇到惡劣海況下能安全航行而且還能保持一定航速，那麼就說明該船的船舶耐波性好。

## 脚注

### 引文
1. ↑  上海交通大学 (1991)，第707頁.
2. ↑  吴秀恒 (2022).